# Mafia (seria)
Mafia – seria komputerowych przygodowych gier akcji skupionych na opowieściach o amerykańskiej mafii w XX wieku. Początkowo tworzona przez czeskie studio Illusion Softworks (znane później jako 2K Czech), a od trzeciej części serii tworzona przez amerykańskie Hangar 13.

## Gry z serii

### Główna seria
- Mafia (2002) – akcja gry głównie stanowi retrospekcję lat 30., gdzie główny bohater Thomas Angelo – początkowo biedny taksówkarz, a później członek mafijnej struktury – opisuje policyjnemu detektywowi przeszłość rodziny Salieri, która walczy z organizacją Morellów o wpływy w mieście Lost Heaven.
- Mafia II (2010) – fabuła gry osadzona jest na przełomie lat 40. i 50. XX wieku, ukazująca historię syna sycylijskich imigrantów, który po powrocie na przepustkę z II wojny światowej szuka sposobu na zarobienie pieniędzy na życie.
  - Mafia II: Zdrada Jimmy’ego (2010) – rozszerzenie wprowadza nową sterowalną postać, Jimmy’ego – niezależnego przestępcy do wynajęcia, który podejmuje się różnorodnych zleceń[3].
  - Mafia II: Wendetta Jimmy’ego (2010) – tytułowy Jimmy po 15 latach odbywania wyroku w więzieniu pragnie zemsty na ludziach, przez których został skazany[4].
  - Mafia II: Przygody Joe (2010) – opowiada o historii Joe Barbaro podczas przebywania Vito w więzieniu, skazanego za kradzież i handel kartkami na benzynę[5].
- Mafia III (2016) – głównym bohaterem gry jest czarnoskóry Lincoln Clay, wychowanek katolickiego sierocińca. W 1968 roku wraca do Nowego Bordeaux z wojny w Wietnamie. Stykając się z przejawami rasizmu, zaczyna rozglądać się za środowiskiem, w którym zostanie zaakceptowany.
  - Mafia III: Gaz do dechy! (2017) – Lincoln pomaga lokalnym aktywistom walczącym o prawa obywatelskie w uzyskaniu dowodów, które miałyby obciążyć rasistowskiego szeryfa miasta Sinclair Parish o zabójstwo informatora aktywistów oraz kradzież dowodów przeciwko niemu[6].
  - Mafia III: Niedokończone sprawy (2017) – główny bohater gry oraz były agent CIA łączą siły, by powstrzymać złodzieja głowicy atomowej, którą próbuje sprzedać w nadziei na przyspieszenie zakończenia wojny w Wietnamie[7].
  - Mafia III: Znak czasów (2017) – protagonista gry usiłuje doprowadzić do upadku kultu satanistycznego, który chce doprowadzić do wojny na tle rasowym. W przedsięwzięciu wspierają go pastor James oraz były członek kultu[8].
- Mafia: Dawne strony (2025) – znajdujący się w produkcji prequel poprzednich części, osadzony na Sycylii na początku XX wieku i przedstawiający narodziny mafii[9].

### Mafia: Edycja ostateczna
25 września 2020 ukazał się remake pierwszej części serii, stanowiący także składową pakietu Mafia: Trylogia, zawierającego trzy pierwsze części głównej serii gier. Stworzona na nowo wersja gry wykorzystuje silnik gry Mafia III oraz jej funkcjonalność, jak m.in. system walki oraz model jazdy pojazdami mechanicznymi.

### Gry mobilne
- Mafia II Mobile (2010)[10]
- Mafia III: Rivals (2016)[11]

## Rozgrywka
Gry z serii osadzane są w fikcyjnych odpowiednikach amerykańskich metropolii, m.in. w Lost Heaven (Chicago – Mafia), Empire Bay (Nowy Jork – Mafia II) czy w Nowym Bordeaux (Nowy Orlean – Mafia III). Gracz może kontrolować postać w otwartym świecie z perspektywy trzeciej osoby. Do wykonywania zadań udostępnione zostają różnorodne pojazdy mechaniczne oraz uzbrojenie, które gracz może pozyskać podczas eksploracji, wykonywania zadań lub kupić w sklepie z bronią.

## Odbiór
Pierwsze dwie części z głównej serii uzyskały stosunkowo wysokie oceny w agregatorze opinii Metacritic. Trzecia część natomiast uzyskała ogólnie mieszane recenzje – jako główne problemy krytycy w swoich opiniach wskazali rażącą powtarzalność wykonywanych w grze czynności oraz kłopoty techniczne po jej premierze.
Remake pierwszej części serii, Mafia: Edycja ostateczna po premierze uzyskał ogólnie pochlebne oceny, osiągając wynik ponad dwóch milionów sprzedanych kopii gry w ciągu około dwóch miesięcy od jej premiery.